# Thamnaconus modestus
Thamnaconus modestus és una espècie de peix de la família dels monacàntids i de l'ordre dels tetraodontiformes.

## Morfologia
- Els mascles poden assolir 36 cm de longitud total.[1][2]

## Alimentació
Menja plàncton.

## Hàbitat
És un peix marí, de clima tropical i associat als esculls de corall.

## Distribució geogràfica
Es troba des de Hokkaido fins a les illes Ryukyu. També és present al mar de la Xina Oriental i el Mar de la Xina Meridional.

## Observacions
És inofensiu per als humans.